# Il bene nel male
Il bene nel male è un singolo della cantante italiana Madame, pubblicato il 9 febbraio 2023 come primo estratto dal secondo album in studio L'amore.
Il brano è stato presentato durante la seconda serata del Festival di Sanremo 2023, dove si è posizionato settimo nella classifica finale al termine della kermesse. Inizialmente concepito col titolo di "Puttana", il titolo venne successivamente cambiato per venir presentato al festival.

## Descrizione
Il brano, scritto e composto dalla cantante assieme a Nicolas Biasin e Iacopo Sinigaglia, con la produzione di Shablo e Luca Faraone, è stato raccontato dalla stessa artista in un'intervista rilasciata a Rockol:

## Accoglienza
Valentina Colosimo di Vanity Fair ha definito Il bene nel male un brano dalle sonorità riferibili alla «dance elettronica» con un'interpretazione che mette in risalto «la sua voce, la sua personalità, il suo guizzo». Gianni Sibilla di Rockol associa la sezione iniziale a True Faith dei New Order, definendo il proseguimento «un pop dalla struttura complessa». Rolling Stone Italia, assegnando un voto di 8,5 su 10, scrive che il brano esprime una Madame «artisticamente maturata» che «riesce nella grande impresa di lasciare le polemiche [sul Green Pass] al di fuori dell’Ariston», proponendo «un suo linguaggio vira verso la house».
Fabio Fiume di All Music Italia assegna un punteggio di 7 su 10, associando Il bene nel male ai progetti di Purple Disco Machine e Kylie Minogue, definendo il testo «personale» e «originale». Andrea Conti de Il Fatto Quotidiano ha spiegato che si tratta di una canzone che «cattura per sonorità e modernità» con un testo che affronta «una storia d’amore raccontata da una prostituta». Francesco Prisco de Il Sole 24 Ore, il quale afferma che musicalmente la canzone sia un «pizzico meno criptica e un pelino più mainstream», rispetto ai precedenti progetti della cantante.
Mattia Marzi resta meno entusiasta del testo del brano, assegnando nel complesso un voto di 4 su 10, ritenendo che «da una che ha vinto la Targa Tenco è lecito aspettarsi di più».

## Video musicale
Il video musicale, diretto da Martina Pastori, è stato reso disponibile contestualmente all'uscita del brano attraverso il canale YouTube della cantante. Il video è stato girato in una villa di design a Casorate Sempione in provincia di Varese e vede la partecipazione dell'attrice Giorgia Ferrero.

## Tracce
Testi e musiche di Francesca Calearo, Nicolas Biasin e Iacopo Sinigaglia.
1. Il bene nel male – 3:33

## Successo commerciale
Il bene nel male è uno dei brani con il maggior numero di stream raccolti in 24 ore in territorio italiano su Spotify da parte di un'artista, record detenuto da Sinceramente di Annalisa (in gara al Festival di Sanremo 2024), accumulandone 1 134 863, posizionandosi terza nella classifica italiana della piattaforma.

## Classifiche

### Classifiche settimanali
| Classifica (2023) | Posizione massima |
| ----------------- | ----------------- |
| Italia            | 4                 |
| Svizzera          | 28                |

### Classifiche di fine anno
| Classifica (2023) | Posizione |
| ----------------- | --------- |
| Italia            | 20        |

## Riconoscimenti
Videoclip Italia Awards
- 2024 – Premio Billboard Italia[22]
- 2024 – Candidatura al miglior color granding[23]